# Dicranota (Rhaphidolabis) paraconsors
Dicranota (Rhaphidolabis) paraconsors is een tweevleugelige uit de familie Pediciidae. De soort komt voor in het Palearctisch gebied.